# Benlhevai
Benlhevai ist eine Gemeinde (Freguesia) im portugiesischen Kreis Vila Flor. In ihr leben 235 Einwohner (Stand 19. April 2021).